# Huutjärvi
Huutjärvi är en sjö i Finland. Den ligger i kommunen Pyttis i landskapet Kymmenedalen, i den södra delen av landet, 110 km öster om huvudstaden Helsingfors. Huutjärvi ligger 20 meter över havet. I omgivningarna runt Huutjärvi växer i huvudsak blandskog. Arean är 14,1 hektar och strandlinjen är 1,48 kilometer lång. Sjön  ingår i Finska vikens kustområde. 